# DeKalb megye (Alabama)
DeKalb megye az Amerikai Egyesült Államokban, azon belül Alabama államban található. A híres gospel-country duó, a Louvin Brothers, a Grammy-díjas country-zenei csoport, Flock Family otthona, DeKalb megye az állam északkeleti sarkában található. A megyében találhatók az állam leglátványosabb területei, köztük a Little River Canyon és számos vízesés. A megyét egy választott öttagú bizottság irányítja. Megyeszékhelye és legnagyobb városa Fort Payne. Lakosainak száma 71 608 fő (2020. április 1.). DeKalb megye Jackson, Cherokee, Etowah, Dade, Walker, Chattooga és Marshall megyékkel határos.

## Története
DeKalb megyét 1836. január 9-én alapították, és a bajor származású függetlenségi háborús hősről, Johann de Kalb báróról nevezték el. Mielőtt a telepesek megérkeztek a területre, a területet a cherokeek lakták. Köztük volt Sequoyah aki megalkotta a cseroki szótagírást, a területen lévő cseroki településen Wills Townban. 1835-ben a területet, amelyen később DeKalb megye megalakult, a Cherokee nemzet az új-echotai szerződésben kénytelen volt átadni a szövetségi kormánynak. A cserokiak többsége azonban ellenezte a szerződés aláírását, és nem volt hajlandó távozni. Andrew Jackson elnök szövetségi csapatokat küldött az indiánok területére, hogy erőszakkal szerezzen érvényt a szerződésnek, és az indiánokat távozásra kényszerítsék a számukra kijelölt helyre, ami a mai Oklahoma állam területén található. Ez az út a Könnyek ösvényeként vált ismertté. John Payne kapitányt Wills Townba küldték, a mai Fort Payne-be, hogy vezesse a helyi katonák helyőrségét és gondoskodjon a raktár felépítéséről.
A polgárháború idején DeKalb megye sok észak-alabamai megyéhez hasonlóan ellenezte az elszakadást. Noha a megyében nem vívtak komoly csatákat, az uniós erők a mai Valley Head apró városa mellett táboroztak, amikor Chattanooga elfoglalására indultak. A megyének hat megyeszékhelye volt, 1876-ban Fort Payne lett a végleges (jelenlegi) megyeszékhely. A jelenlegi bírósági épület a harmadik, melyet az 1870-es évek óta építettek.

## Népesség
A 2020-as népszámlálási becslések szerint DeKalb megye lakossága 71 608 fő volt volt a következő eloszlás szerint.
| Rassz            | lélekszám | százalék | rangsor az állam 67 megyéje közül |
| ---------------- | --------- | -------- | --------------------------------- |
| Teljes           | 71608 fő  | 1,42     | 20                                |
| Fehér            | 54529 fő  | 76,1     | 19                                |
| Spanyol          | 11744 fő  | 16,4     | 2                                 |
| Több rasszú      | 3262 fő   | 4,6      | 7                                 |
| Afroamerikai     | 1019 fő   | 1,4      | 64                                |
| Őslakos és egyéb | 817 fő    | 1,1      | 8                                 |
| Ázsiai           | 237 fő    | 0,3      | 43                                |

Fort Payne megyeszékhelynek 14 063 lakosa volt.
 A megye további települései közé tartozik Fyffe , Rainsville , Hammondville , Pine Ridge , Henagar , Crossville , Lakeview , Siloh és Valley Head . 
Az átlagos háztartás 42 267 dollár volt, szemben az állam egészének 52 035 dollárjával, az egy főre jutó jövedelem pedig 22 511 dollár volt, szemben az állam 28 934 dollárjával.
A megye népességének változása:
| Lakosok száma | 71 106 | 71 422 | 70 977 | 71 013 | 71 130 | 71 608 |
|               | 2010   | 2011   | 2012   | 2013   | 2015   | 2020   |

## Gazdaság
Az első telepesek DeKalb megyében a termékeny völgyekben alapítottak tanyát, de sokan mások a környező dombvidéken, a Sand Mountainon és a Lookout Montainon telepedtek le. Az elsődleges növény a gabona, a kukorica és a gyapot volt. Sok gazda állattenyésztéssel is foglalkozott. A polgárháború után a térség gazdasága lendületet kapott, amikor az Alabama és Chattanooga Railroad Company 1870-ben elérte Birminghamet . 1877-ben a vasutat az Alabama Great Southern vette át. A huszadik század elején a sok harisnyagyár közül az első Fort Payne-be költözött. Ma több mint 100 üzemével és 5000 alkalmazottjával a Fort Payne a "világ zokni fővárosaként" ismert.

## Foglalkoztatás
A 2020-as népszámlálási becslések szerint DeKalb megyében a munkaerő a következő ipari kategóriák között oszlik meg:
```
Feldolgozóipar (27,4 százalék)
Oktatási szolgáltatások, valamint egészségügyi és szociális segélyek (18,5 százalék)
Kiskereskedelem (10,8 százalék)
Építőipar (7,2 százalék)
Szállítás és raktározás, valamint közművek (6,4 százalék)
Egyéb szolgáltatások, kivéve a közigazgatást (5,2 százalék)
Művészetek, szórakoztatás, rekreáció, valamint szállás- és étkezési szolgáltatások (4,9 százalék)
Szakmai, tudományos, gazdálkodási, valamint adminisztratív és hulladékgazdálkodási szolgáltatások (4,9 százalék)
Pénzügy és biztosítás, valamint ingatlan, bérbeadás és lízing (4,3 százalék)
Közigazgatás (3,4 százalék)
Mezőgazdaság , erdőgazdálkodás , halászat és vadászat , valamint kitermelő (2,8 százalék)
nagykereskedelem (2,3 százalék)
Információ (2,0 százalék)
```

## Oktatás
A DeKalb megyei iskolarendszer jelenleg 532 tanárt foglalkoztat, akik 14 iskolában több mint 7900 diákot szolgálnak ki. Ezenkívül a Fort Payne City School System 163 tanárt foglalkoztat, akik négy iskolában több mint 2600 diákot szolgálnak ki.

## Földrajz
A körülbelül 778 négyzetmérföldet magába foglaló DeKalb megye az állam északkeleti részén fekszik, teljes egészében a Cumberland-fennsík fiziológiai szakaszán belül . Északon Jackson megye , keleten Georgia állam, délen Cherokee és Etowah megye, nyugaton pedig Marshall megye határolja . A DeSoto Állami Park egy kis része a megye keleti részén található.
Bár DeKalb megyében nincsenek nagyobb vízi utak , a Tennessee folyó számos mellékfolyója, köztük a South Sauty, a Big Wills és a Town patakok metszi a területet. Az Interstate 59 és US 11, mindkettő észak-déli irányban halad át a megye közepén, a terület főbb autópályái. A Fort Payne Municipal Repülőtér a megye egyetlen nyilvános repülőtere.

## Események és érdekes helyek
A megye egyedülálló "Sand Mountain" zenei hangzásáról és számos híres zenészről híres. A Henagar közösségben élő Louvin Brothers az 1950-es években a country zene leghíresebb előadói csoportjai közé tartozott. Fort Payne ad otthont az Alabama Fan Club and Museumnak , amely az Alabama együttes történetét és eredményeit ünnepli, amelyet az Amerikai Hanglemezipari Szövetség az Évszázad Country Music Groupjának választott. A múzeum ad otthont a csoport számos díjának, valamint a Fort Payne-i fiatalságukkal kapcsolatos tárgyak gyűjteményeinek.
A Mentone -i Cloudmont síterep , az állam egyetlen havas síközpontja, két 1000 méteres, kezdő-középhaladó pályával rendelkezik. DeKalb megye egyedülálló homokkő sziklái a délkeleti részből vonzzák a sziklamászókat, a DeSoto State Park pedig túrázási lehetőségeket, festői vízeséseket és kanyonokat kínál. A Fort Payne-ben található Little River Falls közvetlenül a Little River Canyon forrásától felfelé fekszik. 1992-ben a vízesés a Little River Canyon National Preserve része lett, amely az ország egyik legújabb nemzeti parkja. A Valley Headben található Sequoyah Caverns egyedülálló, tükröződő földalatti tavakkal rendelkezik, amelyeket "üveges" medencéknek neveznek. A Grove Oak közösség közelében található High Falls Park egy megyei park, amely egy hatalmas vízesést őriz, amely magas vízállásban 300 méter átnyúlik. A parkban bolt, pavilonok és sétaútvonalak találhatók, köztük a Town Creeken átívelő gyaloghíd.
Az 1908-ban alapított éves DeKalb megyei hegedűskonvenció több mint 10 kategóriát tartalmaz, amelyekben a versenyzők regisztrálhatnak, beleértve a régi idők hegedülését, a szent hárfazenét, a bendzsókat és a bluegrass-t. DeKalb megye a kiindulópontja az éves Trail of Tears Motorcycle Trailnek, amely a Cherokee nyugatra történő eltávolításának emlékét állítja, és itt ad otthont a "világ leghosszabb udvari kiárusításának" is, amely a Lookout Mountain festői autópályáján fut. Fyffe volt a helyszíne egy tömeges UFO-észlelésnek 1989-ben, és a város évente megrendezi az UFO-napi fesztivált.